# Kersko (přírodní památka)
Přírodní památka Kersko je chráněné území nalézající se nedaleko vsí Hradištko, Velenka, Třebestovice a města Sadská v okrese Nymburk, katastrálně ovšem spadá pouze pod první a poslední jmenované sídlo. Pojmenováno je podle blízké lesní chatové kolonie Kersko. Bylo vyhlášeno dne 11. listopadu 2016 na rozloze 217,6122 hektaru, vyhlášení bylo aktualizováno 21. března 2017. Ochranné pásmo stanovené ze zákona zaujímá plochu 53,5337 hektaru. Přírodní památka zahrnuje poměrně velkou část kerského lesa (na starých mapách označovaného jako Doubice, severní část zasahující do chráněného území se zve Chobot) severně od hájoven Kersko (u Třebestovic, při silnici z Velenky do Sadské) a U Kocánka a jižně od hájovny V Chobotě. Přibližně uprostřed se nachází lesní rybníček Káň a kolem něj památkově chráněná lokalita zaniklé vsi Kří s vodním tvrzištěm. Severně od bývalé vsi protíná chráněné území od západu k východu cesta zvaná Nymburačka, historická spojnice Velenky s Nymburkem. V blízkosti severního okraje, ale stále ještě na ploše přírodní památky roste památná borovice lesní zvaná Krásná Pepina. V její blízkosti se nachází torzo památné borovice Švarná Tonka, jež zde rostla až do roku 2007, kdy byla poškozena orkánem Kyril.

## Přírodní hodnoty
Předmětem ochrany jsou cenná přírodní stanoviště bezkolencových luk na vápnitých, rašelinných nebo hlinito-jílovitých půdách (Molinion caeruleae), extenzivních sečených luk nížin až podhůří (Arrhenatherion, Brachypodio-Centaureion nemoralis), stanoviště dubohabřin asociace Galio-Carpinetum a staré acidofilní doubravy s dubem letním (Quercus robur) na písčitých pláních. Oblast leží na území přírodního parku Kersko–Bory a od roku 2009, respektive 2013 je zároveň chráněna i jako evropsky významná lokalita Natura 2000.